# Інфекція, яку спричинює герпесвірус людини 7-го типу
Інфе́кція, яку спричи́нює герпесві́рус люди́ни 7-го ти́пу (англ. Human herpesvirus 7 infection), (ГВЛ-7-інфекція) — ураження, які породжує герпесвірус людини 7-го типу (ГВЛ-7) (англ. Human herpesvirus 7 (HHV-7)). Входить до групи герпесвірусних інфекцій. Як більшість герпесвірусних інфекції належить до антропонозів.
ГВЛ-7 разом з ГВЛ-6 вважають причиною раптової екзантеми у малюків, рожевого лишаю. Взагалі є припущення, що ГВЛ-7 практично завжди інфікує людей разом з ГВЛ-6, після чого вони діють спільно.

## Історичні відомості
ГВЛ-7 вперше ідентифікували в клітинах здорової дорослої людини в 1990 р. ізраїльські вірусологи на чолі з професором Нізою Френкель, які виявили при роботі з активованими T-клітинами незвичайний цитопатичний ефект.

## Актуальність
Інфекція, яку спричинює ГВЛ-7, є поширеною інфекцією дитячого віку, яка проявляється дещо пізніше, ніж інфекція, яку спричинює герпесвірус людини 6-го типу, і в більш широкому віковому діапазоні. Більшість індивідуумів ГВЛ-7 інфікує до 6-10-го року життя. Виділяють його в слині у 95 % дорослих, що вказує на високий рівень інфікованості населення і схильність цього вірусу до персистенції.

## Етіологія
ГВЛ-7 (HHV-7) належить до роду Roseolovirus, підродини Betaherpesvirinae, родини Herpesviridae. Має морфологічну і антигенну схожість з ГВЛ-6. ГВЛ-7 насамперед заражає CD4+ T-клітини, такі, як мононуклеари пуповинної і периферичної крові. Реплікація відбувається в епітеліальних клітинах слинних залоз та інших тканин (шкіра, молочна залоза, легені).

## Епідеміологічні особливості
Джерелом і резервуаром інфекції є людина. Найімовірніше вірус передається здоровим через слину. Епідеміологічний ланцюг нагадує такий, як при інфекції, яку спричинює ГВЛ-6. Діти контактують з цим вірусом постійно з раннього віку, хоча ця інфекція відносно рідко зустрічається на 1-му місяці життя. Багато моментів епідеміологічного ланцюга цієї інфекції ще не вивчено.

## Патогенез
Вважають, що його ланки подібні до такого при інфекції, яку спричинює герпесвірус людини 6-го типу.
Детальніші відомості з цієї теми ви можете знайти в статті Інфекція, яку спричинює герпесвірус людини 6-го типу#Патогенез.

## Клінічні прояви
У МКХ-10 немає окремого коду для шифрування цієї хвороби. Можливе класифікування ГВЛ-7-інфекції до «Неуточнених вірусних інфекцій ЦНС» (А89) та до «Інших вірусних хвороб, некласифікованих в інших рубриках» (В33). Натепер мало відомостей про клінічні прояви первинної ГВЛ-7-інфекції. Доведено взаємозв'язок ГВЛ-7 з раптовою екзантемою і рецидивуючої екзантемою у дітей старшого віку. Спірною залишається асоціація ГВЛ-7 з різноманітними неспецифічними симптомами. Найцікавіші можливі прояви реактивації ГВЛ-7-інфекції. Взаємодія його з іншими ГВЛ не дозволяє оцінити роль самого ГВЛ-7, особливо в імунологічно скомпрометованих пацієнтів. Реактивація ГВЛ-7 зазвичай поєднується з активацією інших β-герпесвірусів (ВГЛ-6 й ЦМВ). Безліч різних захворювань намагаються асоціюювати з ГВЛ-7-інфекцією, але дуже мало доказів їх причинного зв'язку. ГВЛ-7 може бути кофактором, але часто він, імовірно, не більш ніж безневинний свідок, його присутність — результат високої частоти персистенції та особливостей виділення ГВЛ-7. Таким чином, хоча ГВЛ-7 близький з ГВЛ-6 по морфології і геному, він відрізняється по біологічної значущості як причинний фактор захворювань. Можливо, найцікавішою особливістю є різноманітна і часта взаємодія з іншими ГВЛ і його потенційна роль як кофактора або модулятора асоційованих хвороб, наприклад у ВІЛ-інфікованих і при інших імунодефіцитах.

## Ускладнення
До кінця не вивчені.

## Діагностика
Застосовують такі ж самі методи, що й при ГВЛ-6-інфекції: ПЛР, РІФ, реакція нейтралізації (РН), реакція імунопреципітації (РІП), ІФА, радіоізотопний метод. Для виключення перехресної реактивності між ГВЛ-6 і ГВЛ-7 антитіла, що перехресно реагують, виключають адсорбцією з зараженими ГВЛ-6 клітинними лізатами. Матеріалом для дослідження є слина, моноядерні клітини периферичної крові тощо. На сьогодні будь-яке дослідження окремо не дозволяє диференціювати первинну ГВЛ-7-інфекцію від реактивації та взаємодії з іншими ГВЛ.

## Лікування
Для лікування раптової екзантеми вважають доцільним суто підтримуюче лікування (забезпечення адекватного балансу рідини, харчування, теплі ванни з розчиненими рослинними заспокійливими засобами, ацетамінофен або ібупрофен при високій гарячці тощо). Для терапії реактивації латентної хронічної інфекції використовують ганцикловір, при тяжкому перебігу у імуноскомпрометованих осіб — фоскарнет, хоча подальших багатоцентрових доказових досліджень стосовно цього проведено поки що не було.

## Профілактика
Так само як і при інфекції, яку спричинює герпесвірус людини 6-го типу. Ізоляцію хворих вважають недоцільною. Специфічна профілактика на сьогодні не розроблена.